# Vuelta a Asturias 2025
La 67.ª edición de la Vuelta a Asturias (nombre oficial: Vuelta Asturias Julio Álvarez Mendo) fue una carrera de ciclismo en ruta por etapas que se celebró entre el 24 y el 27 de abril de 2025 en España con inicio y final en la ciudad de Oviedo sobre un recorrido de 609,3 kilómetros.
La carrera formó parte del UCI Europe Tour 2025, calendario ciclístico de los Circuitos Continentales UCI, dentro de la categoría 2.1 y fue ganada por el español Marc Soler del UAE Emirates XRG. Completaron el podio, como segundo y tercer clasificado respectivamente, el español Txomin Juaristi del Euskaltel-Euskadi y el francés Alexis Guérin del Anicolor/Tien 21.

## Equipos participantes
Tomaron parte en la carrera 15 equipos: 2 de categoría UCI WorldTeam invitado por la organización, 5 de categoría UCI ProTeam, 7 de categoría Continental y la selección de España. Formaron así un pelotón de 104 ciclistas de los que acabaron 75. Los equipos participantes fueron:
| Unknown team category |
|                       |

## Recorrido
La Vuelta a Asturias dispuso de tres etapas para un recorrido total de 609,3 kilómetros, donde emerge como un reto de gran dificultad por su variado trazado.
| Etapa     | Fecha     | Recorrido                    | type                   | Distancia (km) | Desnivel (m) | Ganador             | Líder      |
| --------- | --------- | ---------------------------- | ---------------------- | -------------- | ------------ | ------------------- | ---------- |
| 1.ª etapa | 24 de abr | Oviedo – Llanes              | etapa de media montaña | 163,9          | 2584 m       | Steff Cras          | Steff Cras |
| 2.ª etapa | 25 de abr | Benia de Onís – Pola de Lena | etapa de media montaña | 144,3          | 2485 m       | Iván García Cortina | Marc Soler |
| 3.ª etapa | 26 de abr | Castropol – Vegadeo          | etapa de media montaña | 165,5          | 2980 m       | Alessandro Covi     | Marc Soler |
| 4.ª etapa | 27 de abr | Navia – Oviedo               | etapa escarpada        | 135,6          | 2549 m       | Marc Soler          | Marc Soler |

## Desarrollo de la carrera

### 1.ª etapa
| Oviedo - Llanes | etapa de media montaña | (163,9 km) |

| \| Clasificación de la etapa \| Clasificación de la etapa \| Clasificación de la etapa \| Clasificación de la etapa \| Clasificación de la etapa \| \| Ciclista \| Ciclista \| Equipo \| Tiempo \| \| \| ------------------------- \| ------------------------- \| ------------------------- \| ------------------------- \| ------------------------- \| \| 1.º \| Steff Cras \| Team TotalEnergies \| 4 h 01 min 53 s \| \| \| 2.º \| Marc Soler \| UAE Team Emirates XRG \| + 0 s \| \| \| 3.º \| Alessandro Covi \| UAE Team Emirates XRG \| + 1 min 01 s \| \| \| 4.º \| Sergio Geovani Chumil \| Burgos-Burpellet-BH \| + 1 min 01 s \| \| \| 5.º \| Alex Molenaar \| Caja Rural-Seguros RGA \| + 1 min 01 s \| \| \| 6.º \| Joris Delbove \| Team TotalEnergies \| + 1 min 01 s \| \| \| 7.º \| Fernando Barceló \| Caja Rural-Seguros RGA \| + 1 min 01 s \| \| \| 8.º \| Pau Martí \| España \| + 1 min 01 s \| \| \| 9.º \| Iván Cobo \| Equipo Kern Pharma \| + 1 min 01 s \| \| \| 10.º \| Antonio Pedrero \| Movistar Team \| + 1 min 01 s \| \| |                       |                        |                 |
| |                       |                        |                 |
| |                       |                        |                 |
| Clasificación de la etapa |                       |                        |                 |
| Ciclista | Ciclista              | Equipo                 | Tiempo          |
| 1.º | Steff Cras            | Team TotalEnergies     | 4 h 01 min 53 s |
| 2.º | Marc Soler            | UAE Team Emirates XRG  | + 0 s           |
| 3.º | Alessandro Covi       | UAE Team Emirates XRG  | + 1 min 01 s    |
| 4.º | Sergio Geovani Chumil | Burgos-Burpellet-BH    | + 1 min 01 s    |
| 5.º | Alex Molenaar         | Caja Rural-Seguros RGA | + 1 min 01 s    |
| 6.º | Joris Delbove         | Team TotalEnergies     | + 1 min 01 s    |
| 7.º | Fernando Barceló      | Caja Rural-Seguros RGA | + 1 min 01 s    |
| 8.º | Pau Martí             | España                 | + 1 min 01 s    |
| 9.º | Iván Cobo             | Equipo Kern Pharma     | + 1 min 01 s    |
| 10.º | Antonio Pedrero       | Movistar Team          | + 1 min 01 s    |

| \| Clasificación general \| Clasificación general \| Clasificación general \| Clasificación general \| Clasificación general \| \| Ciclista \| Ciclista \| Equipo \| Tiempo \| \| \| --------------------- \| --------------------- \| ---------------------- \| --------------------- \| --------------------- \| \| 1.º \| Steff Cras \| Team TotalEnergies \| 4 h 01 min 43 s \| \| \| 2.º \| Marc Soler \| UAE Team Emirates XRG \| + 4 s \| \| \| 3.º \| Alessandro Covi \| UAE Team Emirates XRG \| + 1 min 07 s \| \| \| 4.º \| Sergio Geovani Chumil \| Burgos-Burpellet-BH \| + 1 min 11 s \| \| \| 5.º \| Alex Molenaar \| Caja Rural-Seguros RGA \| + 1 min 11 s \| \| \| 6.º \| Joris Delbove \| Team TotalEnergies \| + 1 min 11 s \| \| \| 7.º \| Fernando Barceló \| Caja Rural-Seguros RGA \| + 1 min 11 s \| \| \| 8.º \| Pau Martí \| España \| + 1 min 11 s \| \| \| 9.º \| Iván Cobo \| Equipo Kern Pharma \| + 1 min 11 s \| \| \| 10.º \| Antonio Pedrero \| Movistar Team \| + 1 min 11 s \| \| |                       |                        |                 |
| |                       |                        |                 |
| |                       |                        |                 |
| Clasificación general |                       |                        |                 |
| Ciclista | Ciclista              | Equipo                 | Tiempo          |
| 1.º | Steff Cras            | Team TotalEnergies     | 4 h 01 min 43 s |
| 2.º | Marc Soler            | UAE Team Emirates XRG  | + 4 s           |
| 3.º | Alessandro Covi       | UAE Team Emirates XRG  | + 1 min 07 s    |
| 4.º | Sergio Geovani Chumil | Burgos-Burpellet-BH    | + 1 min 11 s    |
| 5.º | Alex Molenaar         | Caja Rural-Seguros RGA | + 1 min 11 s    |
| 6.º | Joris Delbove         | Team TotalEnergies     | + 1 min 11 s    |
| 7.º | Fernando Barceló      | Caja Rural-Seguros RGA | + 1 min 11 s    |
| 8.º | Pau Martí             | España                 | + 1 min 11 s    |
| 9.º | Iván Cobo             | Equipo Kern Pharma     | + 1 min 11 s    |
| 10.º | Antonio Pedrero       | Movistar Team          | + 1 min 11 s    |

### 2.ª etapa
| Benia de Onís - Pola de Lena | etapa de media montaña | (144,3 km) |

| \| Clasificación de la etapa \| Clasificación de la etapa \| Clasificación de la etapa \| Clasificación de la etapa \| Clasificación de la etapa \| \| Ciclista \| Ciclista \| Equipo \| Tiempo \| \| \| ------------------------- \| ------------------------- \| ------------------------- \| ------------------------- \| ------------------------- \| \| 1.º \| Iván García Cortina \| Movistar Team \| 3 h 48 min 33 s \| \| \| 2.º \| Julius Johansen \| UAE Team Emirates XRG \| + 1 s \| \| \| 3.º \| Marc Soler \| UAE Team Emirates XRG \| + 41 s \| \| \| 4.º \| Hugo de la Calle \| Burgos-Burpellet-BH \| + 1 min 21 s \| \| \| 5.º \| Samuel Fernández \| Caja Rural-Seguros RGA \| + 1 min 23 s \| \| \| 6.º \| António Morgado \| UAE Team Emirates XRG \| + 2 min 42 s \| \| \| 7.º \| Adrià Pericas \| UAE Team Emirates XRG \| + 2 min 42 s \| \| \| 8.º \| Txomin Juaristi \| Euskaltel-Euskadi \| + 2 min 42 s \| \| \| 9.º \| Diego Pescador \| Movistar Team \| + 3 min 23 s \| \| \| 10.º \| Alexis Guérin \| Anicolor/Tien 21 \| + 3 min 23 s \| \| |                     |                        |                 |
| |                     |                        |                 |
| |                     |                        |                 |
| Clasificación de la etapa |                     |                        |                 |
| Ciclista | Ciclista            | Equipo                 | Tiempo          |
| 1.º | Iván García Cortina | Movistar Team          | 3 h 48 min 33 s |
| 2.º | Julius Johansen     | UAE Team Emirates XRG  | + 1 s           |
| 3.º | Marc Soler          | UAE Team Emirates XRG  | + 41 s          |
| 4.º | Hugo de la Calle    | Burgos-Burpellet-BH    | + 1 min 21 s    |
| 5.º | Samuel Fernández    | Caja Rural-Seguros RGA | + 1 min 23 s    |
| 6.º | António Morgado     | UAE Team Emirates XRG  | + 2 min 42 s    |
| 7.º | Adrià Pericas       | UAE Team Emirates XRG  | + 2 min 42 s    |
| 8.º | Txomin Juaristi     | Euskaltel-Euskadi      | + 2 min 42 s    |
| 9.º | Diego Pescador      | Movistar Team          | + 3 min 23 s    |
| 10.º | Alexis Guérin       | Anicolor/Tien 21       | + 3 min 23 s    |

| \| Clasificación general \| Clasificación general \| Clasificación general \| Clasificación general \| Clasificación general \| \| Ciclista \| Ciclista \| Equipo \| Tiempo \| \| \| --------------------- \| ------------------------ \| ---------------------- \| --------------------- \| --------------------- \| \| 1.º \| Marc Soler \| UAE Team Emirates XRG \| 7 h 50 min 57 s \| \| \| 2.º \| Hugo de la Calle \| Burgos-Burpellet-BH \| + 1 min 51 s \| \| \| 3.º \| Samuel Fernández \| Caja Rural-Seguros RGA \| + 1 min 53 s \| \| \| 4.º \| Adrià Pericas \| UAE Team Emirates XRG \| + 3 min 12 s \| \| \| 5.º \| Txomin Juaristi \| Euskaltel-Euskadi \| + 3 min 12 s \| \| \| 6.º \| Alexis Guérin \| Anicolor/Tien 21 \| + 3 min 53 s \| \| \| 7.º \| Diego Pescador \| Movistar Team \| + 3 min 53 s \| \| \| 8.º \| Fernando Barceló \| Caja Rural-Seguros RGA \| + 4 min 00 s \| \| \| 9.º \| Joris Delbove \| Team TotalEnergies \| + 4 min 00 s \| \| \| 10.º \| José Manuel Díaz Gallego \| Burgos-Burpellet-BH \| + 4 min 00 s \| \| |                          |                        |                 |
| |                          |                        |                 |
| |                          |                        |                 |
| Clasificación general |                          |                        |                 |
| Ciclista | Ciclista                 | Equipo                 | Tiempo          |
| 1.º | Marc Soler               | UAE Team Emirates XRG  | 7 h 50 min 57 s |
| 2.º | Hugo de la Calle         | Burgos-Burpellet-BH    | + 1 min 51 s    |
| 3.º | Samuel Fernández         | Caja Rural-Seguros RGA | + 1 min 53 s    |
| 4.º | Adrià Pericas            | UAE Team Emirates XRG  | + 3 min 12 s    |
| 5.º | Txomin Juaristi          | Euskaltel-Euskadi      | + 3 min 12 s    |
| 6.º | Alexis Guérin            | Anicolor/Tien 21       | + 3 min 53 s    |
| 7.º | Diego Pescador           | Movistar Team          | + 3 min 53 s    |
| 8.º | Fernando Barceló         | Caja Rural-Seguros RGA | + 4 min 00 s    |
| 9.º | Joris Delbove            | Team TotalEnergies     | + 4 min 00 s    |
| 10.º | José Manuel Díaz Gallego | Burgos-Burpellet-BH    | + 4 min 00 s    |

### 3.ª etapa
| Castropol - Vegadeo | etapa de media montaña | (165,5 km) |

| \| Clasificación de la etapa \| Clasificación de la etapa \| Clasificación de la etapa \| Clasificación de la etapa \| Clasificación de la etapa \| \| Ciclista \| Ciclista \| Equipo \| Tiempo \| \| \| ------------------------- \| ------------------------- \| ------------------------- \| ------------------------- \| ------------------------- \| \| 1.º \| Alessandro Covi \| UAE Team Emirates XRG \| 4 h 04 min 57 s \| \| \| 2.º \| Jordi López \| Euskaltel-Euskadi \| + 0 s \| \| \| 3.º \| Iván García Cortina \| Movistar Team \| + 0 s \| \| \| 4.º \| Jason Tesson \| Team TotalEnergies \| + 0 s \| \| \| 5.º \| Mats Wenzel \| Equipo Kern Pharma \| + 0 s \| \| \| 6.º \| Iker Bonillo \| Euskaltel-Euskadi \| + 0 s \| \| \| 7.º \| Antonio Angulo \| Burgos-Burpellet-BH \| + 0 s \| \| \| 8.º \| Sergio Trueba \| Illes Balears Arabay \| + 0 s \| \| \| 9.º \| Fernando Barceló \| Caja Rural-Seguros RGA \| + 0 s \| \| \| 10.º \| Alex Molenaar \| Caja Rural-Seguros RGA \| + 0 s \| \| |                     |                        |                 |
| |                     |                        |                 |
| |                     |                        |                 |
| Clasificación de la etapa |                     |                        |                 |
| Ciclista | Ciclista            | Equipo                 | Tiempo          |
| 1.º | Alessandro Covi     | UAE Team Emirates XRG  | 4 h 04 min 57 s |
| 2.º | Jordi López         | Euskaltel-Euskadi      | + 0 s           |
| 3.º | Iván García Cortina | Movistar Team          | + 0 s           |
| 4.º | Jason Tesson        | Team TotalEnergies     | + 0 s           |
| 5.º | Mats Wenzel         | Equipo Kern Pharma     | + 0 s           |
| 6.º | Iker Bonillo        | Euskaltel-Euskadi      | + 0 s           |
| 7.º | Antonio Angulo      | Burgos-Burpellet-BH    | + 0 s           |
| 8.º | Sergio Trueba       | Illes Balears Arabay   | + 0 s           |
| 9.º | Fernando Barceló    | Caja Rural-Seguros RGA | + 0 s           |
| 10.º | Alex Molenaar       | Caja Rural-Seguros RGA | + 0 s           |

| \| Clasificación general \| Clasificación general \| Clasificación general \| Clasificación general \| Clasificación general \| \| Ciclista \| Ciclista \| Equipo \| Tiempo \| \| \| --------------------- \| ------------------------ \| ---------------------- \| --------------------- \| --------------------- \| \| 1.º \| Marc Soler \| UAE Team Emirates XRG \| 11 h 55 min 54 s \| \| \| 2.º \| Hugo de la Calle \| Burgos-Burpellet-BH \| + 1 min 51 s \| \| \| 3.º \| Samuel Fernández \| Caja Rural-Seguros RGA \| + 1 min 53 s \| \| \| 4.º \| Txomin Juaristi \| Euskaltel-Euskadi \| + 3 min 12 s \| \| \| 5.º \| Adrià Pericas \| UAE Team Emirates XRG \| + 3 min 12 s \| \| \| 6.º \| Alexis Guérin \| Anicolor/Tien 21 \| + 3 min 53 s \| \| \| 7.º \| Diego Pescador \| Movistar Team \| + 3 min 53 s \| \| \| 8.º \| Fernando Barceló \| Caja Rural-Seguros RGA \| + 4 min 00 s \| \| \| 9.º \| José Manuel Díaz Gallego \| Burgos-Burpellet-BH \| + 4 min 00 s \| \| \| 10.º \| Joris Delbove \| Team TotalEnergies \| + 4 min 00 s \| \| |                          |                        |                  |
| |                          |                        |                  |
| |                          |                        |                  |
| Clasificación general |                          |                        |                  |
| Ciclista | Ciclista                 | Equipo                 | Tiempo           |
| 1.º | Marc Soler               | UAE Team Emirates XRG  | 11 h 55 min 54 s |
| 2.º | Hugo de la Calle         | Burgos-Burpellet-BH    | + 1 min 51 s     |
| 3.º | Samuel Fernández         | Caja Rural-Seguros RGA | + 1 min 53 s     |
| 4.º | Txomin Juaristi          | Euskaltel-Euskadi      | + 3 min 12 s     |
| 5.º | Adrià Pericas            | UAE Team Emirates XRG  | + 3 min 12 s     |
| 6.º | Alexis Guérin            | Anicolor/Tien 21       | + 3 min 53 s     |
| 7.º | Diego Pescador           | Movistar Team          | + 3 min 53 s     |
| 8.º | Fernando Barceló         | Caja Rural-Seguros RGA | + 4 min 00 s     |
| 9.º | José Manuel Díaz Gallego | Burgos-Burpellet-BH    | + 4 min 00 s     |
| 10.º | Joris Delbove            | Team TotalEnergies     | + 4 min 00 s     |

### 4.ª etapa
| Navia - Oviedo | etapa escarpada | (135,6 km) |

| \| Clasificación de la etapa \| Clasificación de la etapa \| Clasificación de la etapa \| Clasificación de la etapa \| Clasificación de la etapa \| \| Ciclista \| Ciclista \| Equipo \| Tiempo \| \| \| ------------------------- \| ------------------------- \| ------------------------- \| ------------------------- \| ------------------------- \| \| 1.º \| Marc Soler \| UAE Team Emirates XRG \| 3 h 14 min 39 s \| \| \| 2.º \| Mattéo Vercher \| Team TotalEnergies \| + 3 s \| \| \| 3.º \| Alexis Guérin \| Anicolor/Tien 21 \| + 16 s \| \| \| 4.º \| Txomin Juaristi \| Euskaltel-Euskadi \| + 16 s \| \| \| 5.º \| Fernando Barceló \| Caja Rural-Seguros RGA \| + 1 min 16 s \| \| \| 6.º \| Diego Pescador \| Movistar Team \| + 1 min 16 s \| \| \| 7.º \| Unai Iribar \| Equipo Kern Pharma \| + 1 min 16 s \| \| \| 8.º \| Joris Delbove \| Team TotalEnergies \| + 1 min 16 s \| \| \| 9.º \| Alan Jousseaume \| Team TotalEnergies \| + 1 min 16 s \| \| \| 10.º \| José Félix Parra \| Equipo Kern Pharma \| + 1 min 16 s \| \| |                  |                        |                 |
| |                  |                        |                 |
| |                  |                        |                 |
| Clasificación de la etapa |                  |                        |                 |
| Ciclista | Ciclista         | Equipo                 | Tiempo          |
| 1.º | Marc Soler       | UAE Team Emirates XRG  | 3 h 14 min 39 s |
| 2.º | Mattéo Vercher   | Team TotalEnergies     | + 3 s           |
| 3.º | Alexis Guérin    | Anicolor/Tien 21       | + 16 s          |
| 4.º | Txomin Juaristi  | Euskaltel-Euskadi      | + 16 s          |
| 5.º | Fernando Barceló | Caja Rural-Seguros RGA | + 1 min 16 s    |
| 6.º | Diego Pescador   | Movistar Team          | + 1 min 16 s    |
| 7.º | Unai Iribar      | Equipo Kern Pharma     | + 1 min 16 s    |
| 8.º | Joris Delbove    | Team TotalEnergies     | + 1 min 16 s    |
| 9.º | Alan Jousseaume  | Team TotalEnergies     | + 1 min 16 s    |
| 10.º | José Félix Parra | Equipo Kern Pharma     | + 1 min 16 s    |

## Clasificaciones finales
- Las clasificaciones finalizaron de la siguiente forma:[4]

### Clasificación general
| \| Clasificación general \| Clasificación general \| Clasificación general \| Clasificación general \| Clasificación general \| \| Ciclista \| Ciclista \| Equipo \| Tiempo \| \| \| --------------------- \| ------------------------ \| ---------------------- \| --------------------- \| --------------------- \| \| 1.º \| Marc Soler \| UAE Team Emirates XRG \| 15 h 10 min 23 s \| \| \| 2.º \| Txomin Juaristi \| Euskaltel-Euskadi \| + 3 min 37 s \| \| \| 3.º \| Alexis Guérin \| Anicolor/Tien 21 \| + 4 min 15 s \| \| \| 4.º \| Hugo de la Calle \| Burgos-Burpellet-BH \| + 4 min 27 s \| \| \| 5.º \| Samuel Fernández \| Caja Rural-Seguros RGA \| + 4 min 51 s \| \| \| 6.º \| Diego Pescador \| Movistar Team \| + 5 min 16 s \| \| \| 7.º \| Fernando Barceló \| Caja Rural-Seguros RGA \| + 5 min 20 s \| \| \| 8.º \| Joris Delbove \| Team TotalEnergies \| + 5 min 24 s \| \| \| 9.º \| José Manuel Díaz Gallego \| Burgos-Burpellet-BH \| + 5 min 26 s \| \| \| 10.º \| Jan Castellon \| Caja Rural-Seguros RGA \| + 5 min 29 s \| \| |                          |                        |                  |
| |                          |                        |                  |
| Fuente: ProCyclingStats |                          |                        |                  |
| Clasificación general |                          |                        |                  |
| Ciclista | Ciclista                 | Equipo                 | Tiempo           |
| 1.º | Marc Soler               | UAE Team Emirates XRG  | 15 h 10 min 23 s |
| 2.º | Txomin Juaristi          | Euskaltel-Euskadi      | + 3 min 37 s     |
| 3.º | Alexis Guérin            | Anicolor/Tien 21       | + 4 min 15 s     |
| 4.º | Hugo de la Calle         | Burgos-Burpellet-BH    | + 4 min 27 s     |
| 5.º | Samuel Fernández         | Caja Rural-Seguros RGA | + 4 min 51 s     |
| 6.º | Diego Pescador           | Movistar Team          | + 5 min 16 s     |
| 7.º | Fernando Barceló         | Caja Rural-Seguros RGA | + 5 min 20 s     |
| 8.º | Joris Delbove            | Team TotalEnergies     | + 5 min 24 s     |
| 9.º | José Manuel Díaz Gallego | Burgos-Burpellet-BH    | + 5 min 26 s     |
| 10.º | Jan Castellon            | Caja Rural-Seguros RGA | + 5 min 29 s     |

### Clasificación por puntos
| Clasificación por puntos | Clasificación por puntos | Clasificación por puntos | Clasificación por puntos | Clasificación por puntos |
| Ciclista                 | Ciclista                 | Equipo                   | Puntos                   |                          |
| ------------------------ | ------------------------ | ------------------------ | ------------------------ | ------------------------ |
| 1.º                      | Marc Soler               | UAE Team Emirates XRG    | 61 pts                   |                          |
| 2.º                      | Alessandro Covi          | UAE Team Emirates XRG    | 41 pts                   |                          |
| 3.º                      | Iván García Cortina      | Movistar Team            | 41 pts                   |                          |
| 4.º                      | Fernando Barceló         | Caja Rural-Seguros RGA   | 33 pts                   |                          |
| 5.º                      | Txomin Juaristi          | Euskaltel-Euskadi        | 22 pts                   |                          |
| 6.º                      | Alexis Guérin            | Anicolor/Tien 21         | 22 pts                   |                          |
| 7.º                      | Joris Delbove            | Team TotalEnergies       | 22 pts                   |                          |
| 8.º                      | Julius Johansen          | UAE Team Emirates XRG    | 20 pts                   |                          |
| 9.º                      | Jordi López              | Euskaltel-Euskadi        | 20 pts                   |                          |
| 10.º                     | Mattéo Vercher           | Team TotalEnergies       | 20 pts                   |                          |

### Clasificación de la montaña
| Clasificación de la montaña | Clasificación de la montaña | Clasificación de la montaña | Clasificación de la montaña | Clasificación de la montaña |
| Ciclista                    | Ciclista                    | Equipo                      | Puntos                      |                             |
| --------------------------- | --------------------------- | --------------------------- | --------------------------- | --------------------------- |
| 1.º                         | Marc Soler                  | UAE Team Emirates XRG       | 34 pts                      |                             |
| 2.º                         | Iván García Cortina         | Movistar Team               | 25 pts                      |                             |
| 3.º                         | Julius Johansen             | UAE Team Emirates XRG       | 18 pts                      |                             |
| 4.º                         | Jakob Schmidt               | MYVELO Pro Cycling Team     | 13 pts                      |                             |
| 5.º                         | Txomin Juaristi             | Euskaltel-Euskadi           | 13 pts                      |                             |
| 6.º                         | Carlos García Pierna        | Burgos-Burpellet-BH         | 10 pts                      |                             |
| 7.º                         | Iker Gómez                  | Equipo Finisher             | 10 pts                      |                             |
| 8.º                         | Antonio Jesús Soto          | Equipo Kern Pharma          | 8 pts                       |                             |
| 9.º                         | Sergio Geovani Chumil       | Burgos-Burpellet-BH         | 6 pts                       |                             |
| 10.º                        | Gonzalo Serrano Rodríguez   | Movistar Team               | 6 pts                       |                             |

### Clasificación de los jóvenes
| Clasificación del mejor joven | Clasificación del mejor joven | Clasificación del mejor joven | Clasificación del mejor joven | Clasificación del mejor joven |
| Ciclista                      | Ciclista                      | Equipo                        | Tiempo                        |                               |
| ----------------------------- | ----------------------------- | ----------------------------- | ----------------------------- | ----------------------------- |
| 1.º                           | Hugo de la Calle              | Burgos-Burpellet-BH           | 15 h 14 min 50 s              |                               |
| 2.º                           | Samuel Fernández              | Caja Rural-Seguros RGA        | + 24 s                        |                               |
| 3.º                           | Diego Pescador                | Movistar Team                 | + 49 s                        |                               |
| 4.º                           | Jan Castellon                 | Caja Rural-Seguros RGA        | + 1 min 02 s                  |                               |
| 5.º                           | Adrià Pericas                 | UAE Team Emirates XRG         | + 2 min 31 s                  |                               |

### Clasificación por equipos
| Clasificación por equipos | Clasificación por equipos | Clasificación por equipos | Clasificación por equipos |
| Equipo                    | Equipo                    | Tiempo                    |                           |
| ------------------------- | ------------------------- | ------------------------- | ------------------------- |
| 1.º                       | UAE Team Emirates XRG     | 45 h 41 min 08 s          |                           |
| 2.º                       | Caja Rural-Seguros RGA    | + 5 min 47 s              |                           |
| 3.º                       | Movistar Team             | + 6 min 23 s              |                           |
| 4.º                       | Burgos-Burpellet-BH       | + 8 min 30 s              |                           |
| 5.º                       | Equipo Kern Pharma        | + 11 min 20 s             |                           |

## Evolución de las clasificaciones
| Etapa                   |                         | Ganador _           | Clasificación general | Puntos              | Montaña             | Jóvenes _        | Equipo _              |
| ----------------------- | ----------------------- | ------------------- | --------------------- | ------------------- | ------------------- | ---------------- | --------------------- |
| 1.ª etapa               | etapa de media montaña  | Steff Cras          | Steff Cras            | Steff Cras          | Steff Cras          | Pau Martí        | UAE Team Emirates XRG |
| 2.ª etapa               | etapa de media montaña  | Iván García Cortina | Marc Soler            | Marc Soler          | Iván García Cortina | Hugo de la Calle | UAE Team Emirates XRG |
| 3.ª etapa               | etapa de media montaña  | Alessandro Covi     | Marc Soler            | Iván García Cortina | Iván García Cortina | Hugo de la Calle | UAE Team Emirates XRG |
| 4.ª etapa               | etapa escarpada         | Marc Soler          | Marc Soler            | Marc Soler          | Marc Soler          | Hugo de la Calle | UAE Team Emirates XRG |
| Clasificaciones finales | Clasificaciones finales |                     | Marc Soler            | Marc Soler          | Marc Soler          | Hugo de la Calle | UAE Team Emirates XRG |

## Ciclistas participantes y posiciones finales
Convenciones:
- AB-N: Abandono en la etapa "N"
- FLT-N: Retiro por llegada fuera del límite de tiempo en la etapa "N"
- NTS-N: No tomó la salida para la etapa "N"
- DES-N: Descalificado o expulsado en la etapa "N"

## UCI World Ranking
La Vuelta a Asturias otorgó puntos para el UCI World Ranking para corredores de los equipos en las categorías UCI WorldTeam, UCI ProTeam y Continental. Las siguientes tablas son el baremo de puntuación y los diez corredores que obtuvieron más puntos:
| Posición              | 1.º | 2.º | 3.º | 4.º | 5.º | 6.º | 7.º | 8.º | 9.º | 10.º | 11.º | 12.º | 13.º-15.º | 16.º-25.º |
| Clasificación general | 125 | 85  | 70  | 60  | 50  | 40  | 35  | 30  | 25  | 20   | 15   | 10   | 5         | 3         |
| Por etapa             | 14  | 5   | 3   |     |     |     |     |     |     |      |      |      |           |           |
| Líder                 | 3   |     |     |     |     |     |     |     |     |      |      |      |           |           |

| Clasificación |                          |                        |         |       |       |       |
| Posición      | Ciclista                 | Equipo                 | General | Etapa | Líder | Total |
| ------------- | ------------------------ | ---------------------- | ------- | ----- | ----- | ----- |
| 1.º           | Marc Soler               | UAE Emirates XRG       | 125     | 22    | 6     | 153   |
| 2.º           | Txomin Juaristi          | Euskaltel-Euskadi      | 85      | -     | -     | 85    |
| 3.º           | Alexis Guérin            | Anicolor/Tien 21       | 70      | 3     | -     | 73    |
| 4.º           | Hugo de la Calle         | Burgos Burpellet BH    | 60      | -     | -     | 60    |
| 5.º           | Samuel Fernández         | Caja Rural-Seguros RGA | 50      | -     | -     | 50    |
| 6.º           | Diego Pescador           | Movistar               | 40      | -     | -     | 40    |
| 7.º           | Fernando Barceló         | Caja Rural-Seguros RGA | 35      | -     | -     | 35    |
| 8.º           | Joris Delbove            | TotalEnergies          | 30      | -     | -     | 30    |
| 9.º           | José Manuel Díaz Gallego | Burgos Burpellet BH    | 25      | -     | -     | 25    |
| 10.º          | Jan Castellon            | Caja Rural-Seguros RGA | 20      | -     | -     | 20    |